# Miguel Camacho
Miguel Camacho (14 de julio de 1966) es un deportista dominicano que compitió en taekwondo. Ganó dos medallas de plata en el Campeonato Panamericano de Taekwondo en los años 1986 y 1988.

## Palmarés internacional
| Campeonato Panamericano | Campeonato Panamericano | Campeonato Panamericano | Campeonato Panamericano |
| Año                     | Lugar                   | Medalla                 | Categoría               |
| ----------------------- | ----------------------- | ----------------------- | ----------------------- |
| 1986                    | Guayaquil (Ecuador)     | Medalla de plata        | –58 kg                  |
| 1988                    | Lima (Perú)             | Medalla de plata        | –64 kg                  |